# Закон на Шарл
Законът на Шарл описва промяната на налягането на идеален газ при нагряване или охлаждане. Намира широко приложение в термодинамиката и физикохимията. Открит е от французина Жак Шарл. Законът на Шарл гласи:
Налягането на дадена маса идеален газ при постоянен обем е правопропорционално на абсолютната температура.
Тоест налягането на газ се увеличава при нагряване и намалява при охлаждане. 
Математическа формулировка на закона на Шарл:
{\displaystyle {\frac {P}{T}}=const},
където:
P е налягането на газа;
T е температурата на газа (измерена в келвини).